# Epidendrum odontopetalum
Epidendrum odontopetalum är en orkidéart som beskrevs av Eric Hágsater. Epidendrum odontopetalum ingår i släktet Epidendrum och familjen orkidéer.
Artens utbredningsområde är Bolivia. Inga underarter finns listade i Catalogue of Life.